# Itzcoatl
Itzcoatl (od nahuatl: "zmija od opsidijana") (Tenochtitlán, 1381. – Tenochtitlán, 1440.) bio je četvrti astečki tlatoani, vladar grada Tenochtitlána. Vladao je od 1427. do svoje smrti.

## Životopis
Itzcoatl je rođen kao nezakoniti sin Acamapichtlija, prvog astečkog cara. Njegova je majka bila prelijepa robinja. Bio je polubrat cara Huitzilihuitla.
Njegov polunećak Chimalpopoca naslijedio je Huitzilihuitla, svog oca, te se ubio 1427. godine. Iste je godine Itzcoatl postao novi car.
Udružio se s Nezaualcoyotlom, kraljem Texcoca, te je krenuo kako bi porazio Maxtlu, Chimalpopocinog ujaka.
Imao je mnoge pobjede kao uspješan političar i vojskovođa. Naredio je spaljivanje povijesnih zapisa.  
Dao je sagraditi hramove i ceste.
Umro je 1440. te ga je naslijedio polunećak Montezuma I.

## Obitelj
Itzcoatl je bio oženjen za princezu Huacaltzintli, čiji je brat bio kralj Lakateol.
Imao je sina Tezozomoc, preko kojeg je bio djed careva Axayacatla, Tizoca i Ahuitzotla.

## Vanjske poveznice
- Izcoatl - tenochtitlanfacts.com  Arhivirana inačica izvorne stranice od 3. listopada 2017. (Wayback Machine) (engl.)

| Prethodnik:                  | Astečki car (tlatoani Tenochtitlana) 1427. - 1440. | Nasljednik:                              |
| Chimalpopoca (1416. – 1427.) | Astečki car (tlatoani Tenochtitlana) 1427. - 1440. | Montezuma I. Ilhuicamina (1440. – 1468.) |